# Рон Кларк
Рон Кларк  (англ. Ron Clarke, нар. 21 лютого 1937—17 червня 2015) — австралійський легкоатлет, олімпійський медаліст.

## Виступи на змаганнях
| Рік  | Змагання               | Місто  | Місце | Дистанція | Результат               | Дата                |
| ---- | ---------------------- | ------ | ----- | --------- | ----------------------- | ------------------- |
| 1964 | Літні Олімпійські ігри | Токіо  | 9     | 5 000 м   | 13.48,4 (забіг) 13.58,0 | 16 жовтня 18 жовтня |
| 1964 | Літні Олімпійські ігри | Токіо  | III   | 10000 м   | 28.25,8                 | 14 жовтня           |
| 1964 | Літні Олімпійські ігри | Токіо  | 9     | марафон   | 2:20.26,8               | 21 жовтня           |
| 1968 | Літні Олімпійські ігри | Мехіко | 5     | 5000 м    | 14.12,4                 | 17 жовтня           |
| 1968 | Літні Олімпійські ігри | Мехіко | 6     | 10000 м   | 29.44,8                 | 13 жовтня           |